# Melanie Marshall
Melanie Marshall (Boston, 1º dicembre 1982) è un'ex nuotatrice britannica.
Specializzata nello stile libero ha partecipato alle Olimpiadi di Atene 2004, gareggiando nei 100 m e 200 m sl e nelle tre staffette.

## Palmarès
- Mondiali

Fukuoka 2001: argento nella 4x100m sl.
- Mondiali in vasca corta

Manchester 2008: argento nella 4x200m sl e bronzo nella 4x100m sl.
- Europei

Budapest 2006: oro nella 4x100m misti e bronzo nei 200m dorso.
Eindhoven 2008: argento nella 4x200m sl.
- Europei in vasca corta

Dublino 2003: oro nei 200m sl.
Vienna 2004: argento nei 200m sl.
- Giochi del Commonwealth

Manchester 2002: argento nella 4x100m sl.
Melbourne 2006: argento nei 200m dorso, nella 4x100m sl, nella 4x200m sl e nella 4x100m misti, bronzo nei 200m sl e nei 100m dorso.